# Лоурі Сміт
Лоурі Сміт  (англ. Lawrie Smith, 19 лютого 1956) — британський яхтсмен, олімпійський медаліст.

## Виступи на Олімпіадах
| Олімпіада      | Дисципліна | Місце |
| -------------- | ---------- | ----- |
| Сеул 1988      | Солінг     | 4     |
| Барселона 1992 | Солінг     | 3     |

## Зовнішні посилання
- Досьє на sport.references.com [Архівовано 3 червня 2012 у Wayback Machine.]

1. ↑  Sports-Reference.com